# Kongo (rijeka)
Kongo ili Zair, velika rijeka ekvatorijalne Afrike, duga je približno 4700 kilometara. Po dužini, Kongo je peta rijeka u svijetu i druga u Africi, nakon Nila. 
Veličina poriječja joj je 3 800 000 km² i po obilju vode jedna je od najvećih rijeka na svijetu. Tvore je dva izvorišna toka: Luapula i Lualaba. Pod nazivom Zair poznata je nizvodno od Stanleyevih slapova. U Republici Kongo naziva se Kongo, a u Angoli Rio Zaire. Ima velik broj pritoka (Lindi, Lomami, Mangala, Ubangi, Sangha, Kwa i dr.). Golemim, 11 kilometara širokim, estuarijem utječe u Atlantski ocean. Plovna je od ušća do grada Matadi (134 km), od Malebo Poola (Stanlye Pool) do Stanleyevih slapova (1690 km) te uzvodno do slapova u dužini od 942 km (Lualaba). Golemi hidroenergetski potencijal Konga samo je lokalno iskorišten.
Teče pretežno kroz Demokratsku Republiku Kongo, Kongo, Središnju Afričku Republiku, te dijelom kroz Zambiju, Angolu, Kamerun i Tanzaniju. Rijeka je široka od 0.8 do 16 kilometara, ovisno o lokaciji i dijelu godine.
Kongo nastaje u južnom dijelu Demokratske Republike Kongo, gdje se sastaju rijeke Lualaba i Luvua. Zatim teče prema sjeveru, do Stanleyevih slapova, u blizini grada Kisangani, i vrlo blizu ekvatora počinje skretati obrnuto od kazaljke na satu. Prvo teče prema sjevero-zapadu, zatim prema zapadu, pa prema jugu. Ulijeva se u Atlantski ocean formirajući veliki riječni bazen koji prekriva više od 4 milijuna km². Zbog svog položaja u najvećem afričkom kišnom pojasu, Kongo nosi više vode od bilo koje druge rijeke na zemlji, osim Amazone u Južnoj Americi. Na ušću u Atlantski ocean protoka Konga je 34 000 m³ po sekundi. 
Unutar toka rijeke Kongo nalazi se 4 000 riječnih otoka od kojih je više od 15 dužih od 16 kilometara. Upravo zbog ovih otoka neki dijelovi toka nisu plovni. Skoro 400 kilometara Konga nije plovno, ali ne samo zbog ovih otoka nego i zbog mnogih slapova.

## Podjela rijeke Kongo
Rijeka Kongo je podijeljena u četiri dijela: Izvorišni dio, Gornji Kongo, Srednji Kongo i Donji Kongo.